# Paul Benioff
Paul Anthony Benioff (Pasadena, 1 de mayo de 1930-Downers Grove, 29 de marzo de 2022) fue un físico estadounidense pionero en el campo de la computación cuántica. Fue mejor conocido por su investigación en teoría de la información cuántica durante las décadas de 1970 y 1980, que demostró la posibilidad teórica de las computadoras cuánticas al describir el primer modelo mecánico cuántico de una computadora. En este trabajo, demostró que una computadora podía operar bajo las leyes de la mecánica cuántica al describir una ecuación de Schrödinger de las máquinas de Turing. Su trabajo en teoría de la información cuántica abarcó computadoras cuánticas, robots cuánticos y la relación entre los fundamentos de la lógica, las matemáticas y la física.

## Primeros años
Nació en 1930 en Pasadena, California. Su padre, Hugo Benioff, era profesor de sismología en el Instituto de Tecnología de California, y su madre, Alice Pauline Silverman, obtuvo una maestría en inglés de la Universidad de California en Berkeley. Se casó con Hannelore Benioff.
También asistió a Berkeley, donde obtuvo una licenciatura en botánica en 1951. Después de dos años trabajando en química nuclear para Tracerlab, regresó a Berkeley. En 1959 obtuvo su doctorado en química nuclear.

## Carrera
En 1960, pasó un año en el Instituto Weizmann de Ciencias de Israel como becario postdoctoral. Luego pasó seis meses en el Instituto Niels Bohr de Copenhague como becario Ford. En 1961, inició una larga carrera en el Laboratorio Nacional Argonne, primero en su división de química y luego, en 1978, en la división de impacto ambiental del laboratorio. Permaneció en Argonne hasta su jubilación en 1995. Continuó realizando investigaciones en el laboratorio como científico emérito posterior a su jubilación para la división de física hasta su fallecimiento.
Además, enseñó los fundamentos de la mecánica cuántica como profesor invitado en la Universidad de Tel Aviv en 1979, y trabajó como científico visitante en el CNRS de Marsella en 1979 y 1982.

## Investigación

### Computación cuántica
En la década de 1970, comenzó a investigar la viabilidad teórica de la computación cuántica. Sus primeras investigaciones culminaron en un artículo publicado en 1980, que describía un modelo mecánico cuántico de máquinas de Turing. Este trabajo se basó en una descripción clásica realizada en 1973 de las máquinas de Turing reversibles por el físico Charles H. Bennett.
Su modelo de computadora cuántica era reversible y no disipaba energía. En ese momento, hubo varios artículos que sostenían que la creación de un modelo reversible de computación cuántica era imposible. Su artículo fue el primero en demostrar que la computación cuántica reversible era teóricamente posible, lo que a su vez mostró la posibilidad de la computación cuántica en general. Este trabajo, junto con trabajos posteriores de varios otros autores (incluidos David Deutsch, Richard Feynman y Peter Shor), iniciaron el campo de la computación cuántica.
En un artículo publicado en 1982, desarrolló aún más su modelo original de máquinas de Turing de mecánica cuántica. Este trabajo colocó a las computadoras cuánticas sobre una base teórica sólida. Richard Feynman produjo entonces un simulador cuántico universal. Basándose en el trabajo de Benioff y Feynman, Deutsch propuso que la mecánica cuántica se puede utilizar para resolver problemas computacionales más rápido que las computadoras clásicas, y en 1994, Shor describió un algoritmo de factorización que se considera que tiene una velocidad exponencial con respecto a las computadoras clásicas.
Después de que el y sus colegas publicaran varios artículos más sobre computadoras cuánticas, la idea comenzó a ganar fuerza en la industria, la banca y las agencias gubernamentales. Este campo es ahora un área de investigación de rápido crecimiento que podría tener aplicaciones en ciberseguridad, criptografía, modelado de sistemas cuánticos y más.

### Investigaciones adicionales
A lo largo de su carrera en Argonne, realizó investigaciones en muchos campos, incluidas las matemáticas, la física y la química. Mientras estuvo en la división de química, realizó investigaciones sobre la teoría de la reacción nuclear, así como la relación entre los fundamentos de la física y las matemáticas.
Después de unirse a la división de impacto ambiental de Argonne en 1978, continuó trabajando en computación cuántica y en cuestiones fundamentales. Esto incluyó descripciones de robots cuánticos, modelos mecánicos cuánticos de diferentes tipos de números y otros temas. Más adelante en su carrera estudió los efectos del escalamiento numérico y las matemáticas locales en la física y la geometría. Como emérito, continuó trabajando en estos y otros temas fundamentales.

## Premios y reconocimientos
En 2000, recibió el Premio de Comunicación Cuántica de la Organización Internacional para la Comunicación, Computación y Medición Cuánticas, así como el Premio de Comunicación y Computación Cuántica de la Universidad de Tamagawa en Japón. Se convirtió en miembro de la Sociedad Estadounidense de Física en 2001. Al año siguiente, recibió la Medalla Especial de la Universidad de Chicago por Desempeño Distinguido en el Laboratorio Nacional Argonne. En 2016, Argonne celebró una conferencia en honor a su trabajo en computación cuántica.